# CAMI Automotive
CAMI Automotive est une usine du constructeur automobile américain General Motors, fondée en 1986 et en activité depuis 1989. Elle est située à Ingersoll en Ontario au Canada.
Jusqu'en 2009, l'usine était codétenue en coentreprise par le constructeur automobile japonais Suzuki.

## Chronologie historique
- 1986  - Création de l'entreprise
- 1989  - Lancement de la production de J1 (Suzuki Sidekick et Geo Tracker) et M2 (Geo Metro)
- 1993  - CAMI atteint le demi-million de véhicules produits
- 1994  - Lancement de la productionde M3 (Geo Metro et Pontiac Firefly)
- 1996  - CAMI atteint le million de véhicules produits
- 1998  - Lancement de la production de J2 (Suzuki Vitara et Geo Tracker produits). CAMI reçoit un enregistrement de ISO 9002 pour son système de management de la qualité
- 2000  - CAMI reçoit l'enregistrement du ISO 14001 pour son système de management environnemental
- 2003  - CAMI atteint le million et demi de véhicules produits
- 2004  - Lancement de la production du Chevrolet Equinox
- 2005  - Lancement de la production du Pontiac Torrent
- 2006  - Lancement de la production du Suzuki XL7
- 2009  - Arrêt de la production du Suzuki XL7
- 2009  - Lancement de la production du GMC Terrain
- 2009  - Suzuki retire sa participation; donnant à General Motors le plein contrôle[1]
- 2016 - Expansion de l'usine
- 2017 - Lancement de la production de la troisième génération du Chevrolet Equinox[2]. La production de son clone le GMC Terrain déménage au Mexique[3]. Grève des ouvriers réclamant que la CAMI devienne le principal assembleur de l'Equinox afin d'éviter de nouvelles délocalisations[4].

## Produits

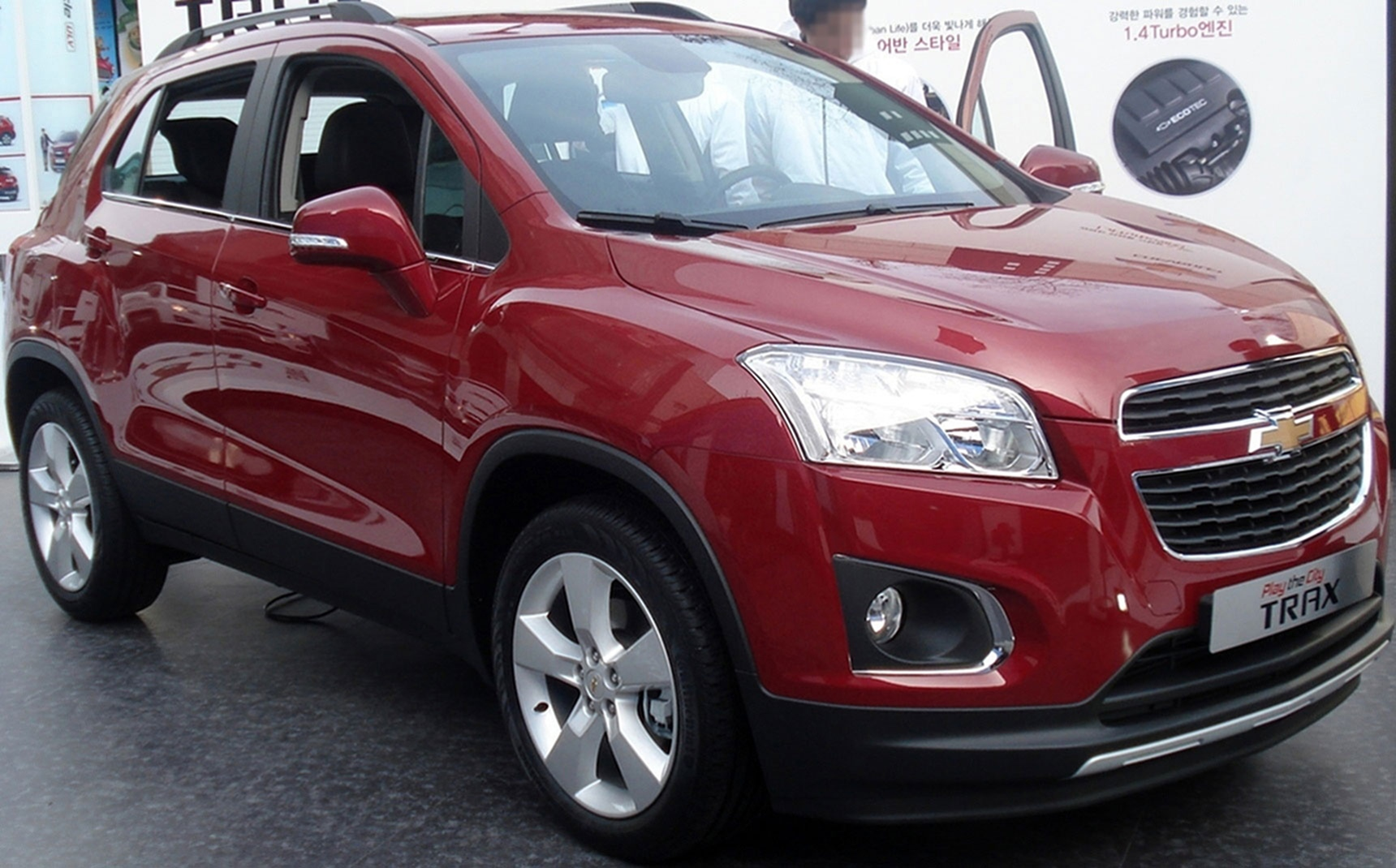
Chevrolet Trax

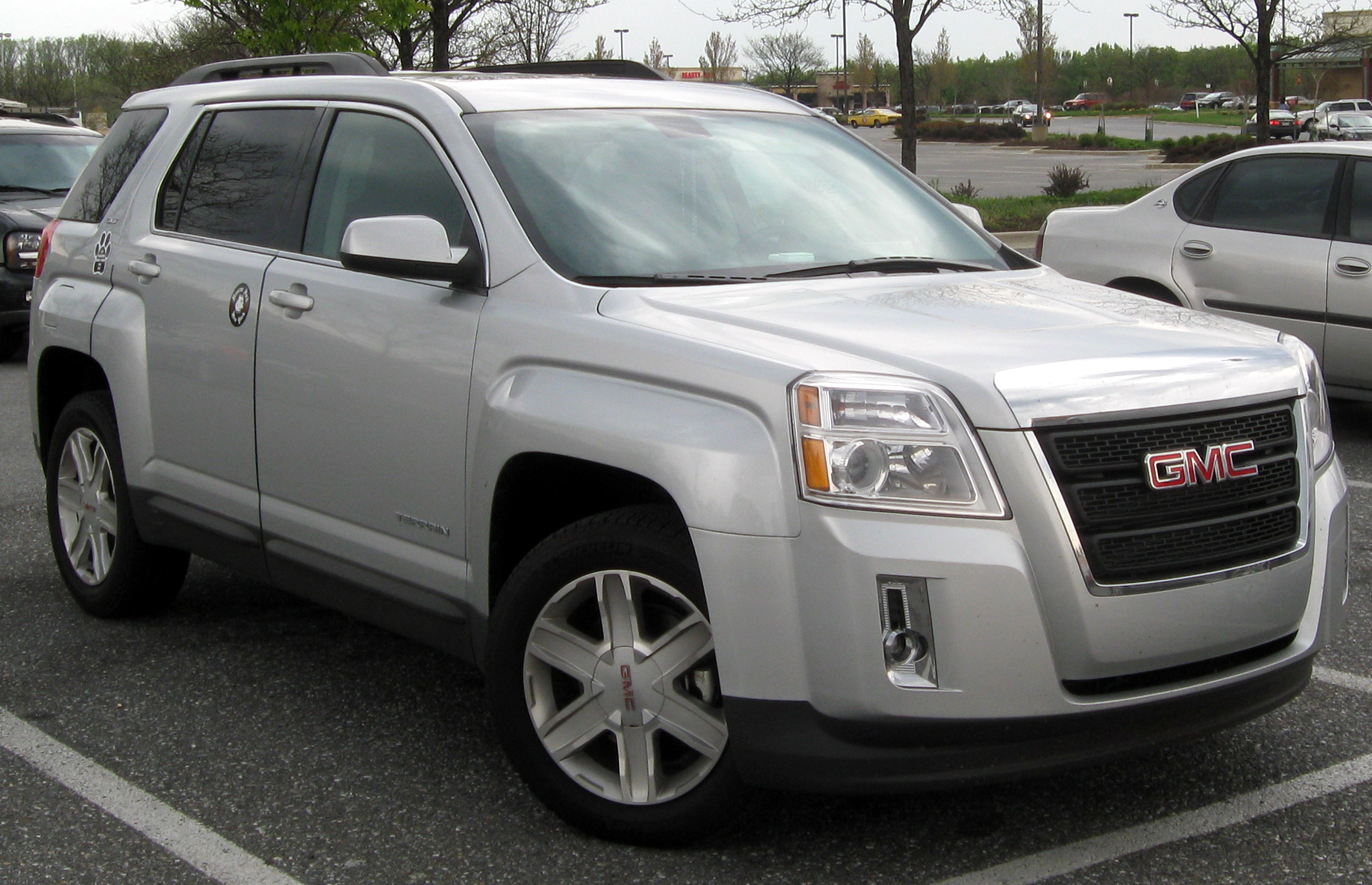
GMC Terrain

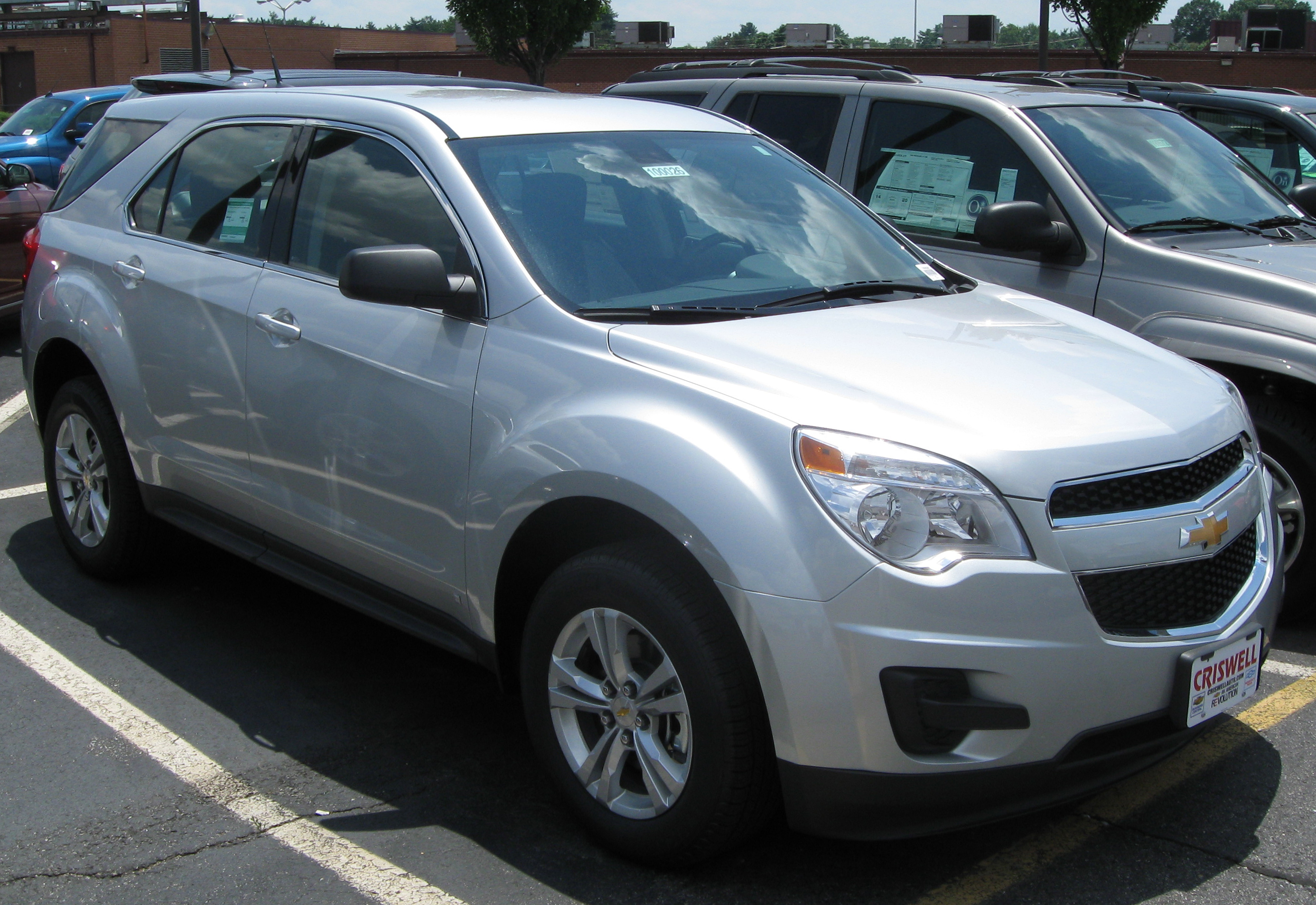
Chevrolet Equinox

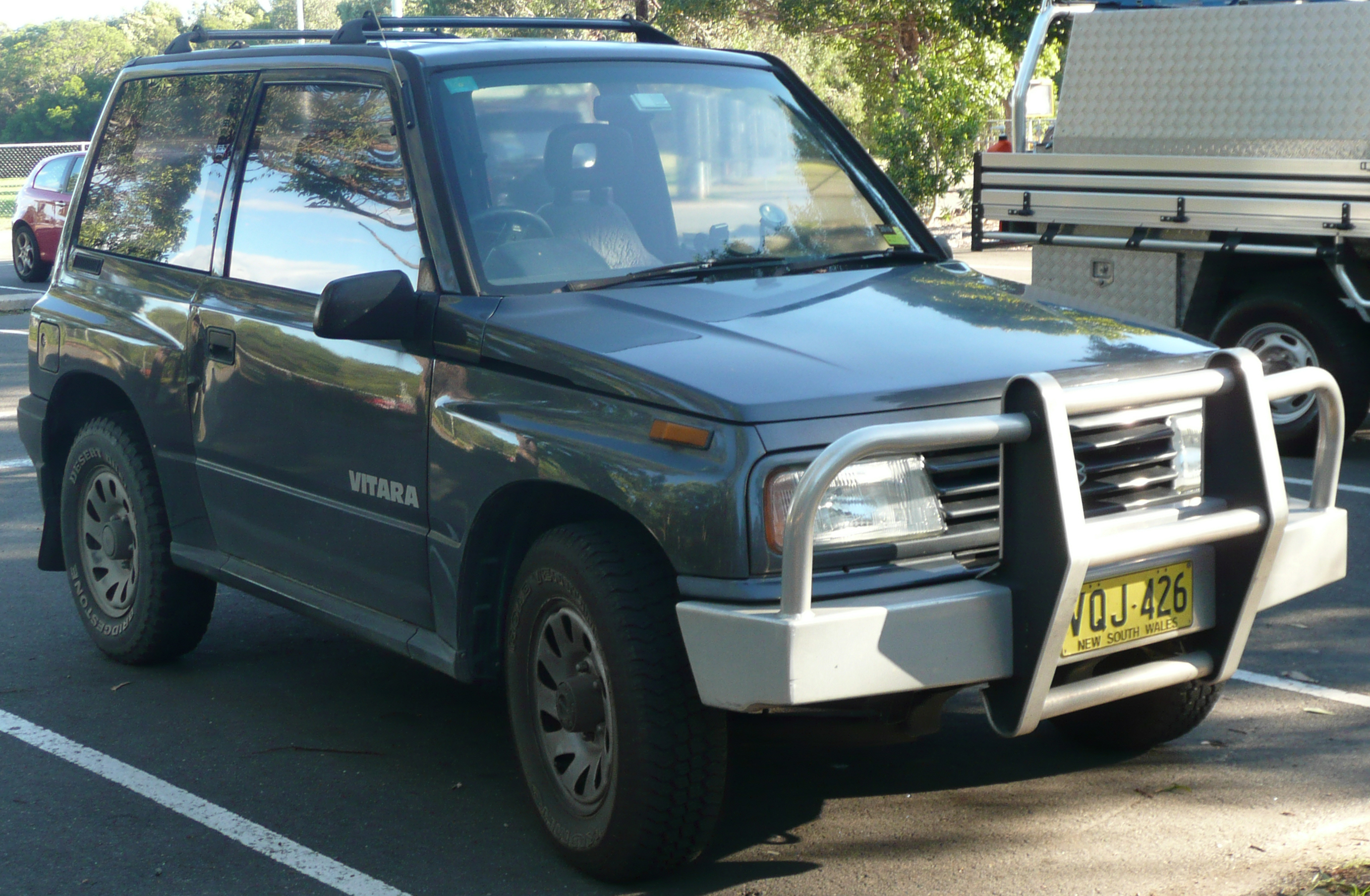
Suzuki Vitara/Sidekick

- Geo Metro
- Geo Tracker
- Pontiac Firefly
- Suzuki Sidekick
- Pontiac Torrent
- Suzuki XL7 II
- Chevrolet Tracker
- Chevrolet Equinox
- GMC Terrain